# 벨라 파디야
벨라 파디야(Bela Padilla, 1991년 5월 3일 ~ )는 필리핀의 배우, 영화 프로듀서, 영화 각본가, 모델, 사회자이다.

## 출연 작품
- 7번방의 기적 (2019)